# Pehr Cornelius Tillæus
Pehr Cornelius Tillæus, född 24 augusti 1747 i Stockholm, död 31 mars 1827 på läkarebostället Alma i Björnlunda socken, Södermanlands län, var en svensk läkare och botaniker. Han elev till Carl von Linné. Hans föräldrar var kontraktprosten Georg Tillæus och Sara Cornelia von Muyden.
Tillæus blev student vid Uppsala universitet 1755, medicine kandidat 1770, medicine licentiat 1771, medicine doktor 1772 och kirurgie magister 1811. Han blev fattigläkare i Sankt Jakobs och Sankt Johannes församling i Stockholm 1773, var provinsialmedikus i Hälsingland 1773–1801, tillika kirurg vid Söderhamns gevärsfaktori 1773. Han tilldelades assessors namn, heder och värdighet 1781, var provinsialmedikus i Torneå distrikt 1801–1802, blev praktiserande läkare i Söderhamn 1802, var fältmedikus på Åland under kriget 1808–1809 och vid Norra arméns sjukhus i Gävle 1809–1810. Han var läkare vid kurhusinrättningen i Nya Kopparbergs bergslag, 1811–1812 och vid kurhusinrättningen i Vadstena 1813–1814 och provinsialmedikus i Daga härad, Södermanlands län, från 1814.
År 1765 försvarade han en avhandling, Potus Theae, under Linné. År 1771 försvarade han en avhandling, Febrium Interminttentium Curatio Vara, under Amoenitates Academicae. 